# Маркер (ручка)

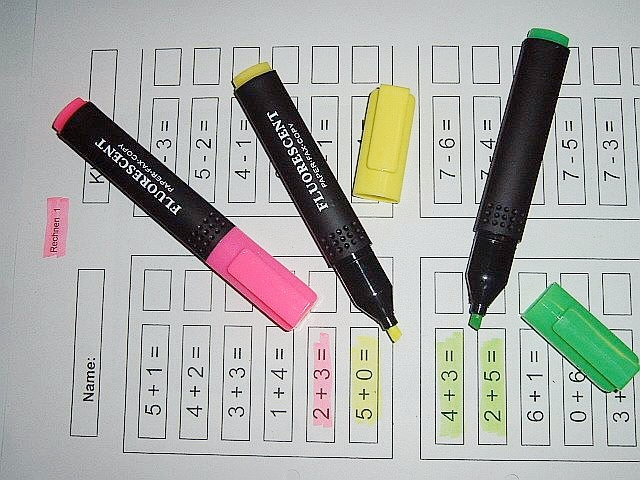
Текстові маркери

Ма́ркер (від англ. marker) — писальний прилад, призначений для виділення фрагментів тексту.

## Походження назви
Слово «маркер» запозичене з англійської мови, де утворене від дієслова to mark («мітити», «робити помітки»). У самій англійській мові прилад називають highlighter — буквально «видільник», «підсвітлювач». Натомість marker спершу позначало особу, що виконує позначки. Але з 1725 року зафіксовано також значення «інструмент для розмічування», а з 1951 під ним розуміється конкретно інструмент для виділення тексту, але на відміну від highlighter, з непрозорим чорнилом.

## Історія
Перший маркер винайшов американський хімік Френк Гонн у 1962 році. Це був маркер жовтого кольору. Виготовила його компанія Carter's Ink Company під торговою маркою Hi-Liter. Компанія Avery Dennison Corporation володіє цим брендом, придбавши Carter's у 1975 році. На початку 1980-х років волокнистий наконечник поступився місцем пористому, що сприяє плавнішому витіканню чорнила та менше скрипить. Хоча випускаються маркери, що лишають слід різних кольорів, найпопулярнішими є жовтий і рожевий.

## У навчанні
Часом маркер використовується під час читання підручника при підготовці до тестів аби виділяти частини тексту на які на думку того хто навчається варто звернути увагу. Дослідження показують що ця активність жодним чином не допомагає запам'ятовуванню матеріалу, і майже нічим не краща за просте читання, можливо гірша.